# Stevenia lateralis
Stevenia lateralis är en tvåvingeart som först beskrevs av Macquart 1849.  Stevenia lateralis ingår i släktet Stevenia och familjen gråsuggeflugor.
Artens utbredningsområde är Algeriet. Inga underarter finns listade i Catalogue of Life.